# David Wemyss, lord Elcho

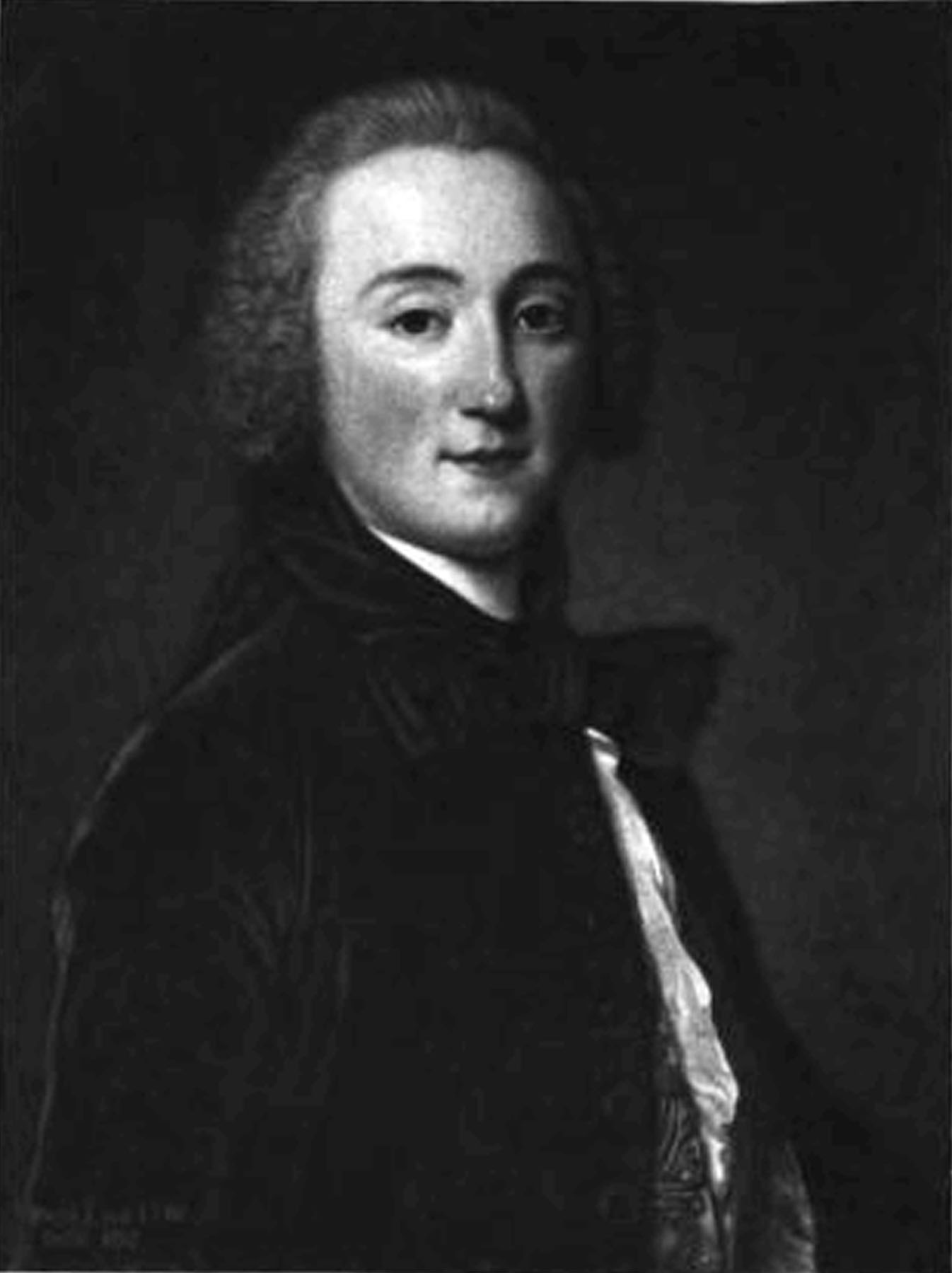
David Wemyss, lord Elcho, 1741.

David Wemyss, lord Elcho, född den 12 april 1721, död den 29 augusti 1787, var en skotsk ädling. Han var sonson till David Wemyss, 4:e earl av Wemyss.  
Lord Elcho deltog i det jakobitiska upproret 1746 och fick därför inte ärva earltitel och släktgods. Han dog landsflyktig i Paris. Hans bror Francis Wemyss antog av arvsskäl namnet Charteris.